# Le Meux
Le Meux é uma comuna francesa na região administrativa de Altos da França, no departamento de Oise. Estende-se por uma área de 7,8 km². Em 2010 a comuna tinha 2 346 habitantes (densidade: 300,8 hab./km²).